# تشيستر هايمز
تشيستر هايمز (بالإنجليزية: Chester Himes)‏ (29 يوليو 1909، جفرسون سيتي في الولايات المتحدة - 12 نوفمبر 1984 في إسبانيا)؛ كاتب، كاتب سيناريو وروائي أمريكي-إسباني-فرنسي.

## روابط خارجية
- تشيستر هايمز على موقع IMDb (الإنجليزية)
- تشيستر هايمز على موقع الموسوعة البريطانية (الإنجليزية)
- تشيستر هايمز على موقع أول موفي (الإنجليزية)
- تشيستر هايمز على موقع إن إن دي بي (الإنجليزية)
- تشيستر هايمز على موقع قاعدة بيانات الفيلم (الإنجليزية)